# Проволока

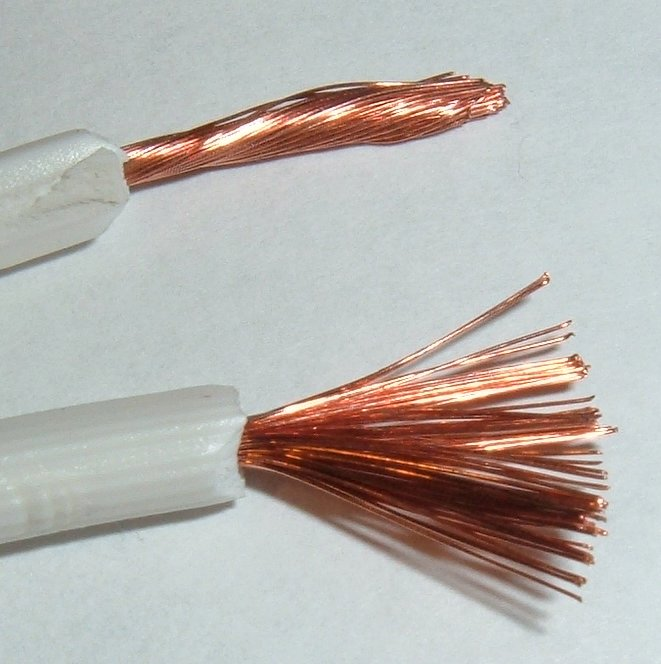
Электрические провода с изоляцией, изготовленные из медной проволоки.

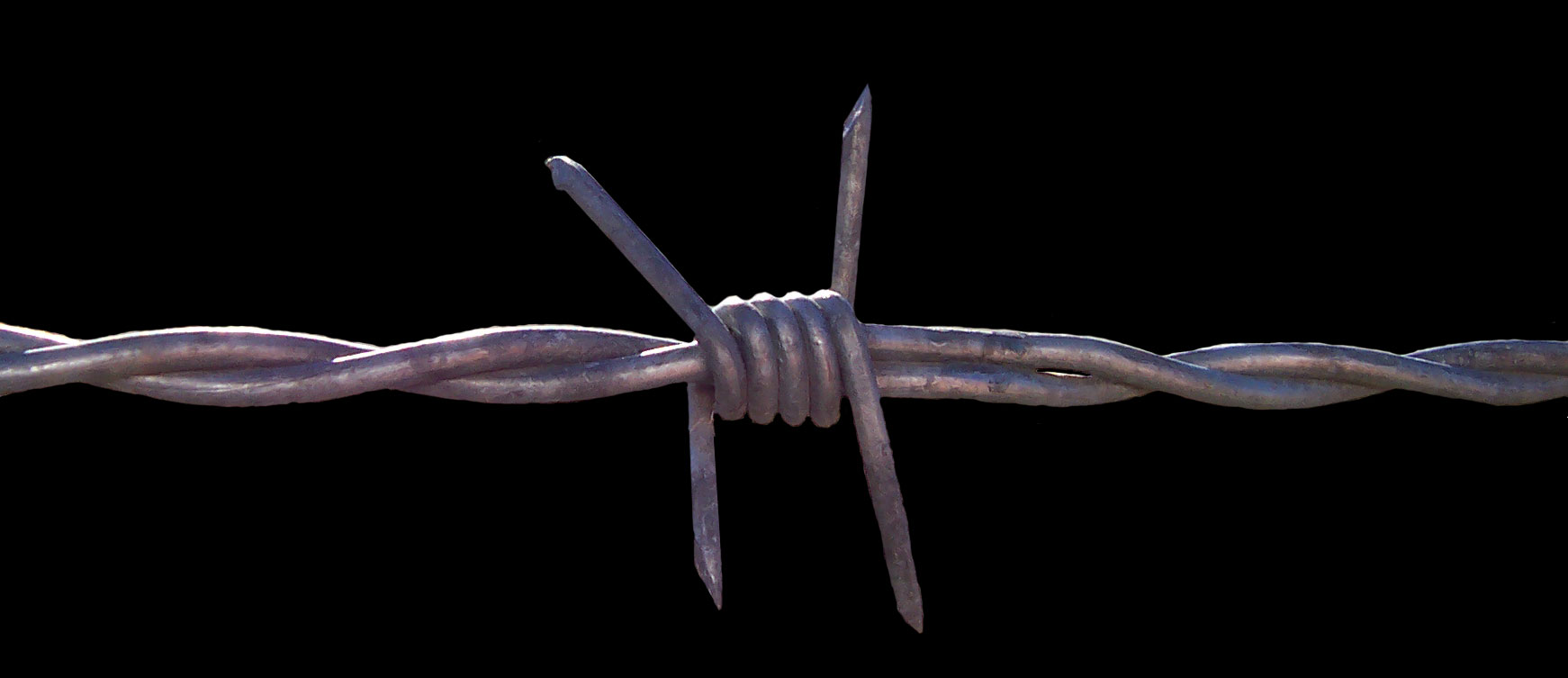
Колючая проволока.

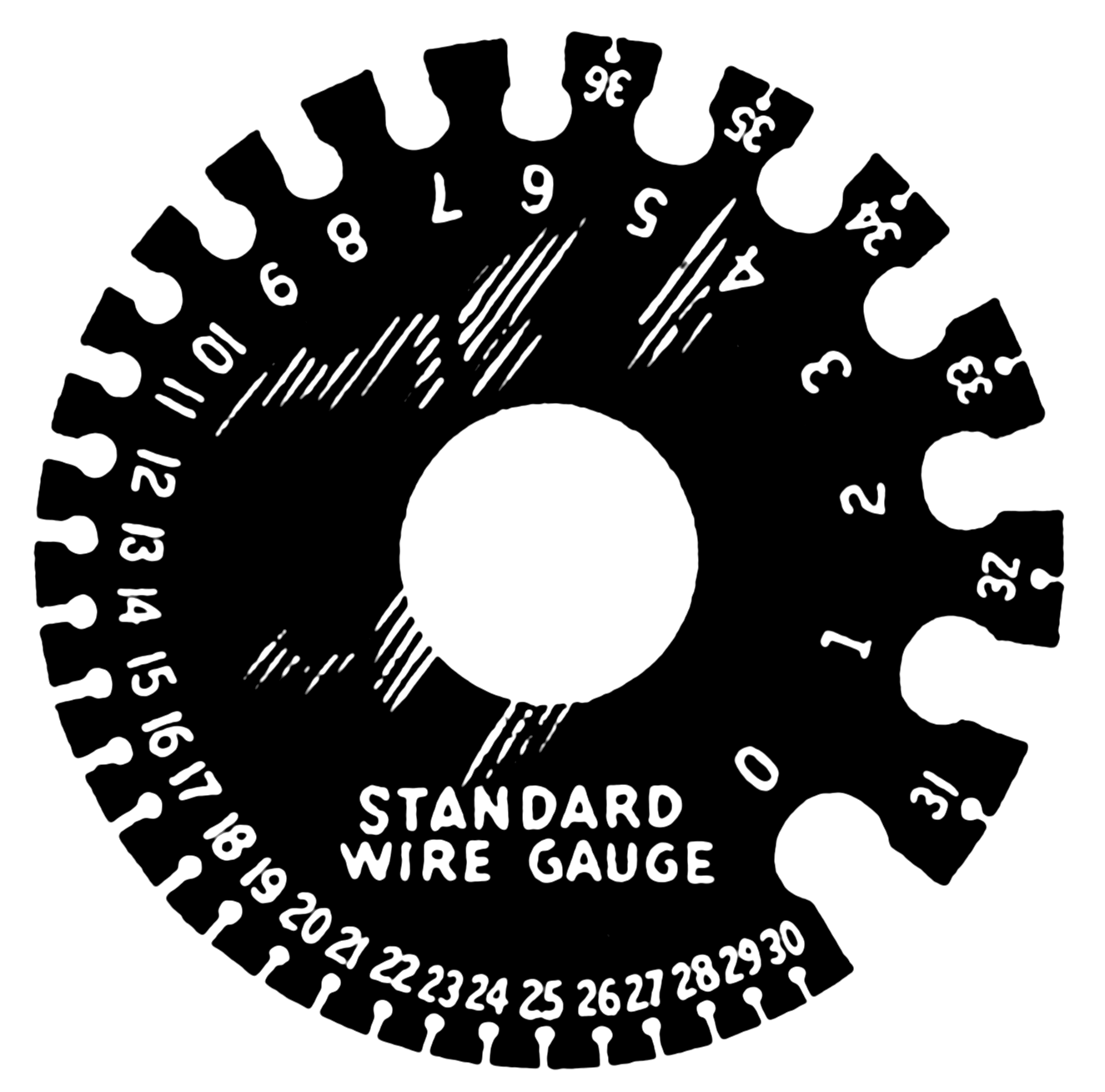
Устройство для измерения толщины (калибра) проволоки в США.

Про́волока — волочёный металл, сутуга, тяголь, металлическая нитка, струна, изделие (продукт), которое получают проволакиванием какого-либо тягучего, в холодном состоянии, металла через ряд постепенно уменьшающихся отверстий волочильной доски, металлическая нить, шнур.
Проволока ранее получалась ковкой, позже - вальцеванием или проволакиванием, тягучего в холодном состоянии металла, и использовалась на самые разнообразные изделия: гвозди, ткани, канаты и прочее, сейчас используются для передачи механических нагрузок или электрических и телекоммуникационных сигналов (провод). Толщина (диаметр) проволоки бывают различных стандартных размеров. Термин «проволока» также используется для обозначения пучка проволок, как в «многопроволочной жиле», которую в механике принято называть канатом или тросом, а в электротехнике — кабелем. Проволока бывает одножильной, многожильной или плетеной. Проволока обычно формируется путем протягивания металла через отверстие в штампе или волоке. Проволока обычно круглая, редко — шестиугольного, квадратного, трапециевидного или овального сечения. Обычно проволока производится из стали, алюминия, меди, никеля, титана, цинка, их сплавов и других металлов. Выпускают также биметаллические и полиметаллические проволоки. Тонкую золотую или серебряную проволоку для галунов, канители и т. п. называли бит; на юге Руси (России) тонкую проволоку называли дрот, а толстую проволоку — дроти́на.

## История
Египтяне во времена второй династии изготавливали цепочки и декоративные элементы украшений из трубочек. Трубочки получали из металлических листов волочением. Лист разрезали на полоски, полоски пропускали через отверстия в каменных брусах. При этом полоски заворачивались вокруг самих себя и формировали тонкие трубки.
Проволока золотых украшений середины II века до н. э. отличалась наличием швов, следующих по спирали вдоль всей её длины. Получали такую перекрученную проволоку прокатыванием полосок металла между плоских поверхностей. С VII века в Европе стали применять волочение.
Проволоку квадратного и шестиугольного сечения предположительно изготавливали плющением. Металлический прут зажимали между рифлёными кусками металла (например, между рифлёным пуансоном и рифлёной металлической наковальней) и ковали. Метод возник предположительно в начале 2-го тысячелетия до н. э. в Египте, а также — в бронзовом веке. В железном веке Европа использовала метод для изготовления факелов и фибул.
Перекрученная проволока квадратного сечения была распространённым филигранным декором в этрусских украшениях.
Примерно в середине 2-го тысячелетия до н. э. появилась новая категория декоративной проволоки — цепочка звеньев. Возможно, самой ранней из подобных проволок является зазубренная проволока, впервые появившаяся в конце 3-го, начале 2-го тысячелетия до н. э. в Малой Азии, а возможно и чуть позднее.
В Англии проволоку волочили, начиная со средневековья. Проволоку использовали для изготовления чесалок и спиц для шерсти, товаров, импорт которых был запрещён Эдуардом IV в 1463 году. Первый волочильный стан в Великобритании был установлен в Тинтерне примерно в 1568 году основателями Company of Mineral and Battery Works, у которых была монополия на данный вид деятельности. От момента создания их второй волочильни в окрестностях Уайтербрука, не существовало других волочилен до второй половины XVII века. Несмотря на существование волочильных станов, протягивание проволоки до малых размеров по-прежнему выполняли вручную.
Америка ввозила проволоку из Англии и Германии до 1812 года, когда война с Англией привела к прекращению снабжения. С этого времени американцы начали строить собственные волочильные фабрики. К середине XIX века с появлением паровой машины стало возможно массовое производство проволоки, проволочной сетки и проволочных изгородей. Отрасль процветала, достигнув наибольшего развития в Европе и Америке в конце века, и тогда стало доступно широкое разнообразие самых разных изделий из проволоки, от веничков и корзинок до балконных ограждений. Из проволоки делали всевозможные предметы домашнего обихода, пока появление пластмассы не привело к постепенному угасанию этого ремесла.

## Размеры и масса проволоки

### Типовые размеры проволоки
На окончание XIX столетия, смотря по надобности, диаметр проволоки колебался от 0,004″ — 0,5″. Наибольшего применения имела проволока с круглым сечением, гораздо реже встречались сорта овального, плоского, полукруглого, квадратного, звездчатого и других сечений.
Наиболее общим является «метрическое» измерение диаметра проволоки в долях метра, но иногда он неудобен и применяются другие способы измерения:
- по площади поперечного сечения, с которой связана электропроводность единицы длины проволоки (в электротехнике);
- по музыкальной ноте, издаваемой в определённых условиях[источник не указан 1610 дней];
- по количеству проходов через волоку при изготовлении (калибры AWG, BWG и т. п.).

В соответствии с ГОСТ 9389—75 диаметр стальной проволоки нормируется от 0,14 мм до 8 мм.
Типовые диаметры в мм:
- 0,14; 0,15; 0,3; 0,5; 0,8; 1; 1,5.

Помимо стальной проволоки проволока из других металлов (медь, никель и др.) выпускается по своим нормативным документам.

### Типовая масса проволоки
Масса куска проволоки рассчитывается по формуле:
{\displaystyle m=S\rho L={\frac {\pi d^{2}}{4}}\rho L,}
где {\displaystyle m} — масса, кг;
{\displaystyle S} — площадь поперечного сечения, м2;
{\displaystyle d} — диаметр проволоки, м;
{\displaystyle L} — длина, м;
{\displaystyle \rho } — плотность материала, кг/м3.
Расчётная условная плотность металлов: сталь — 7850 кг/м3, медь — 8890 кг/м3, алюминий — 2703 кг/м3, нихром — 8400 кг/м3, бронза — 8000 кг/м3, латунь — 8400 кг/м3.
Расчётные массы 1 метра проволоки разного диаметра:
- стальной 0,3 мм — 0,00055 кг, 0,5 мм — 0,00154 кг, 1 мм — 0,00617 кг;
- медной: 0,3 мм — 0.000633 кг, 0,5 мм — 0,00176 кг, 1 мм — 0,00703 кг;
- алюминиевой: 0,3 мм — 0,00019 кг, 0,5 мм — 0,00053 кг, 1 мм — 0,00211 кг.

## Получение проволоки
Обычно проволока, например медная и алюминиевая, получается путём протяжки (волочения) заготовки (катанки) через последовательно уменьшаемые отверстия либо путем непрерывного литья и проката. Если нужно убрать окислы и налет, перед волочением заготовку травят в растворе серной кислоты или других травителях, после чего протягивают на волочильных станах и отжигают в специальных печах. Отжиг позволяет получить однородные механические свойства проволоки по всей длине, а также увеличить её прочность. Существуют непровисаемые вольфрамовые проволоки, которые используют преимущественно в лампах освещения и в электронике, потому что они выдерживают температуру до 2000°С.
Чтобы не повредить поверхность проволоки, рабочую поверхность волочильного стана покрывают смазкой.
Готовую проволоку обычно сматывают в мотки и катушки, которые удобно транспортировать и хранить.
Проволоку производят с различной поверхностью: чёрная, светлая, шлифованная, полированная. Существует также термообработанная проволока: отожжённая, нормализованная, закалённая. Стальная проволока может иметь различное антикоррозионное покрытие: выпускается оцинкованная, лужёная, оксидированная, лакированная.
Проволока выпускается различного диаметра (от десятых до десятков миллиметров) и используется для изготовления электрических проводов, метизов, пружин, свёрл, термопар, электродов, электронных приборов, декоративных изделий.

## Применение проволоки
Для изоляции труб, для подвязывания винограда, для изготовления хомутов на шланги, для изготовления сетки рабицы, для сушки белья, грибов, рыбы, вместо верёвки. Для плетения корзин и т. д. Проволка в изоляции применяется, как электрический провод.

### В творчестве
Плетение из проволоки в наше время является популярным видом творчества, как среди профессиональных мастеров, так и любителей. Из проволоки могут быть сделаны отдельные части декора или полноценные изделия: подвески, броши, серёжки, кольца, браслеты, а также элементы интерьера. Часто используются дополнительные предметы, для небольших поделок это бусины, бисер, поделочные камни. Обычно для творчества берётся проволока из меди, латуни или оцинкованной стали.